# Baptistère Saint-Jean du Puy-en-Velay
Pour les articles homonymes, voir Baptistère Saint-Jean.
Le baptistère Saint-Jean est un baptistère situé au Puy-en-Velay, dans le département français de la Haute-Loire en région Auvergne-Rhône-Alpes. Il fait partie du groupe épiscopal de la cathédrale Notre-Dame. Il est l'un des rares baptistères paléochrétiens encore en élévation en Gaule.
Il fait l'objet d'un classement au titre des monuments historiques depuis 1840, date de la première protection de ce type en France. Il est inscrit, avec l'ensemble cathédrale, au patrimoine mondial au titre des chemins de Saint-Jacques de Compostelle.

## Historique
Construit entre le Vème et le Xème siècle, le bâtiment a servi de baptistère jusqu'à la révolution française. Le baptême par semi-immersion utilise une piscine octogonale du Vème au Xème siècle, époque à laquelle le baptême utilise les fonts baptismaux dans la cathédrale. Dès lors le bâtiment devient lieu de culte. Une coupole a été détruite lors d'un tremblement de terre en 1428.

## Architecture
Héritier d'un édifice antique, le baptistère a été construit au V-VIème siècle, puis modifié vers le Xème siècle. Il conserve des fresques du XIème siècle. Il est relié à la cathédrale par le porche Saint-Jean.

Le bâtiment possède un plan rectangulaire, orienté à l'est, avec une nef à deux travées et une abside semi-circulaire à chevet plat. Une tribune se trouve au niveau de la partie occidentale. Ses façades sont rythmées de baies aveugles en plein cintre.

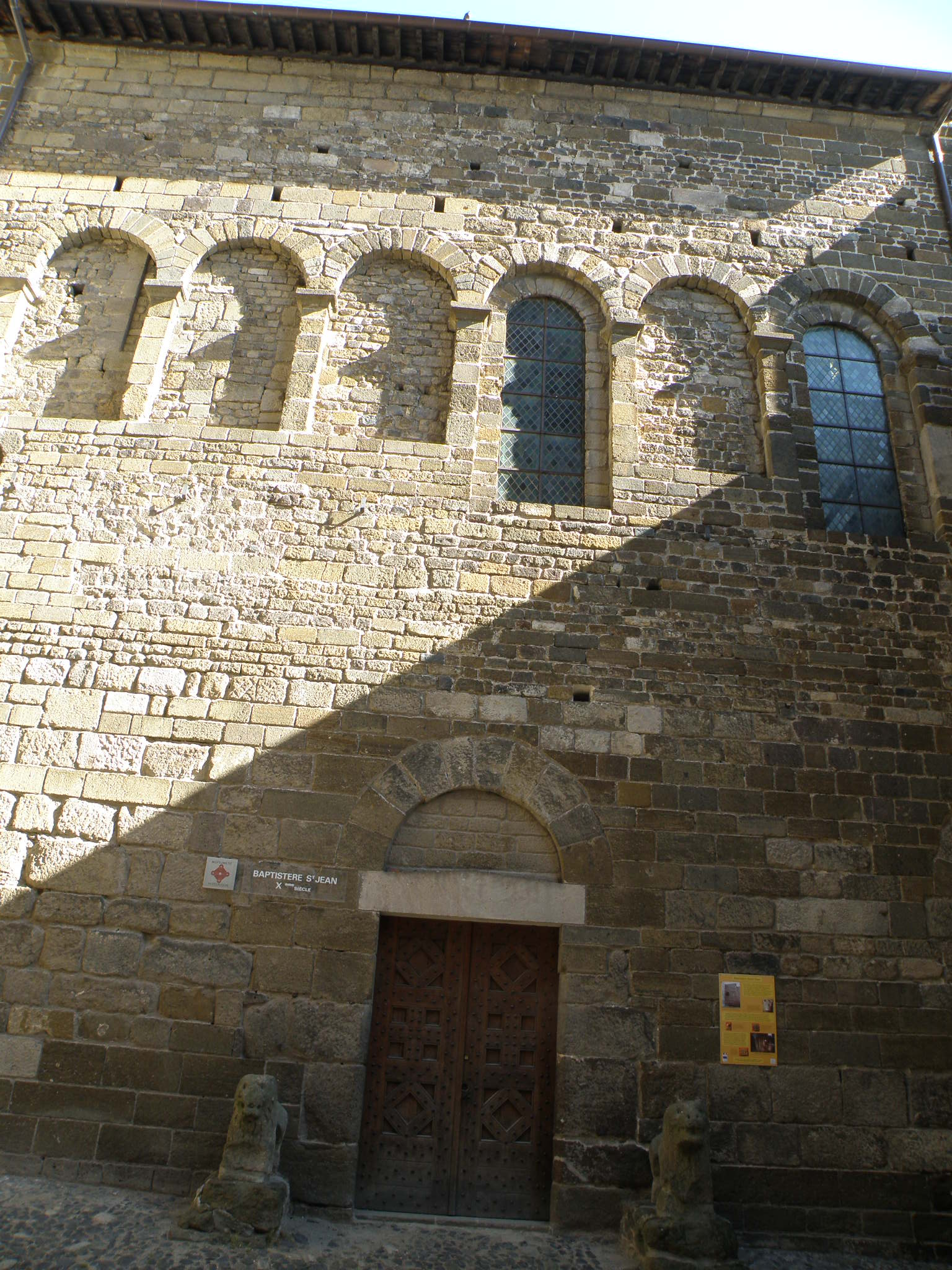
Façade sud
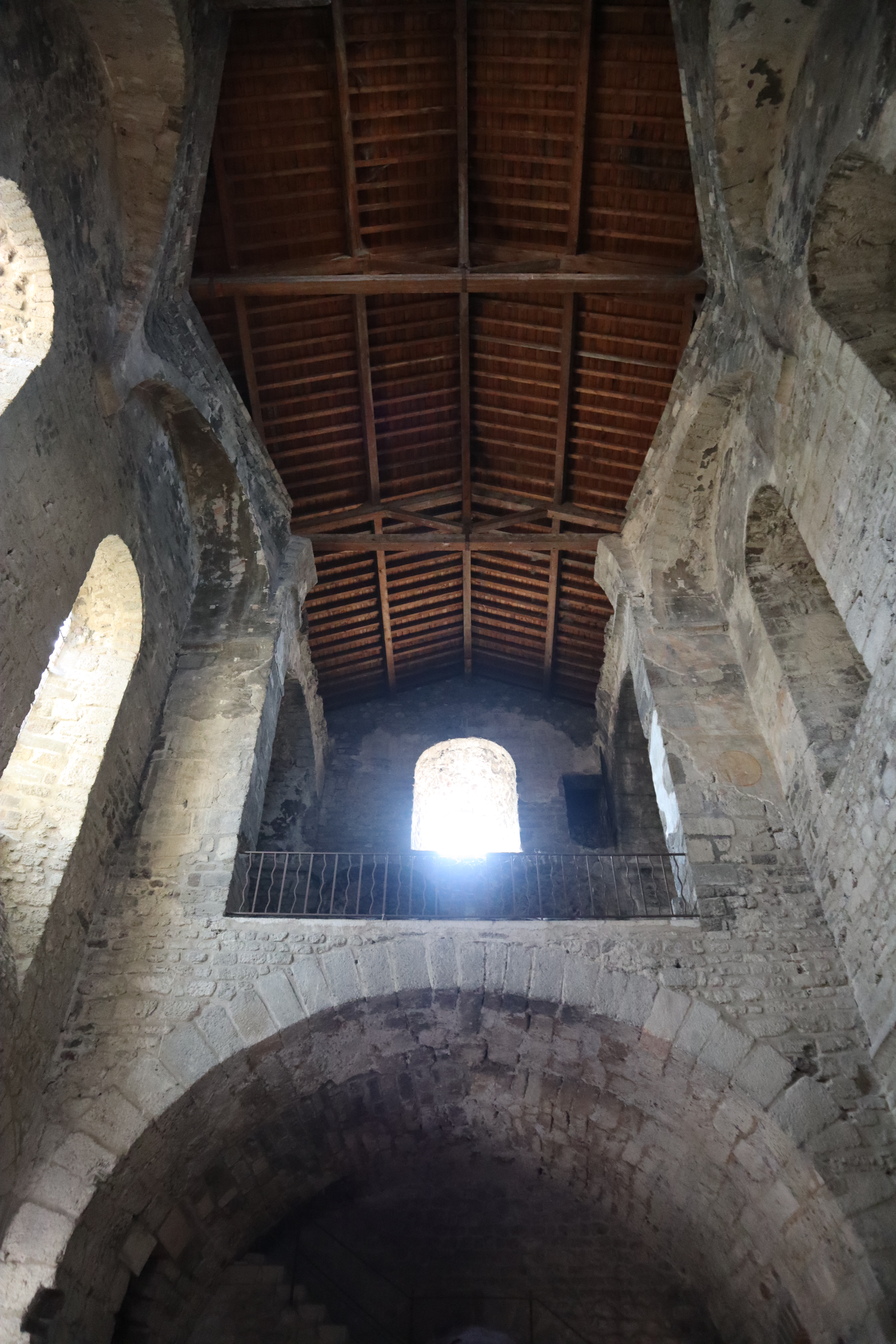
Tribune ouest
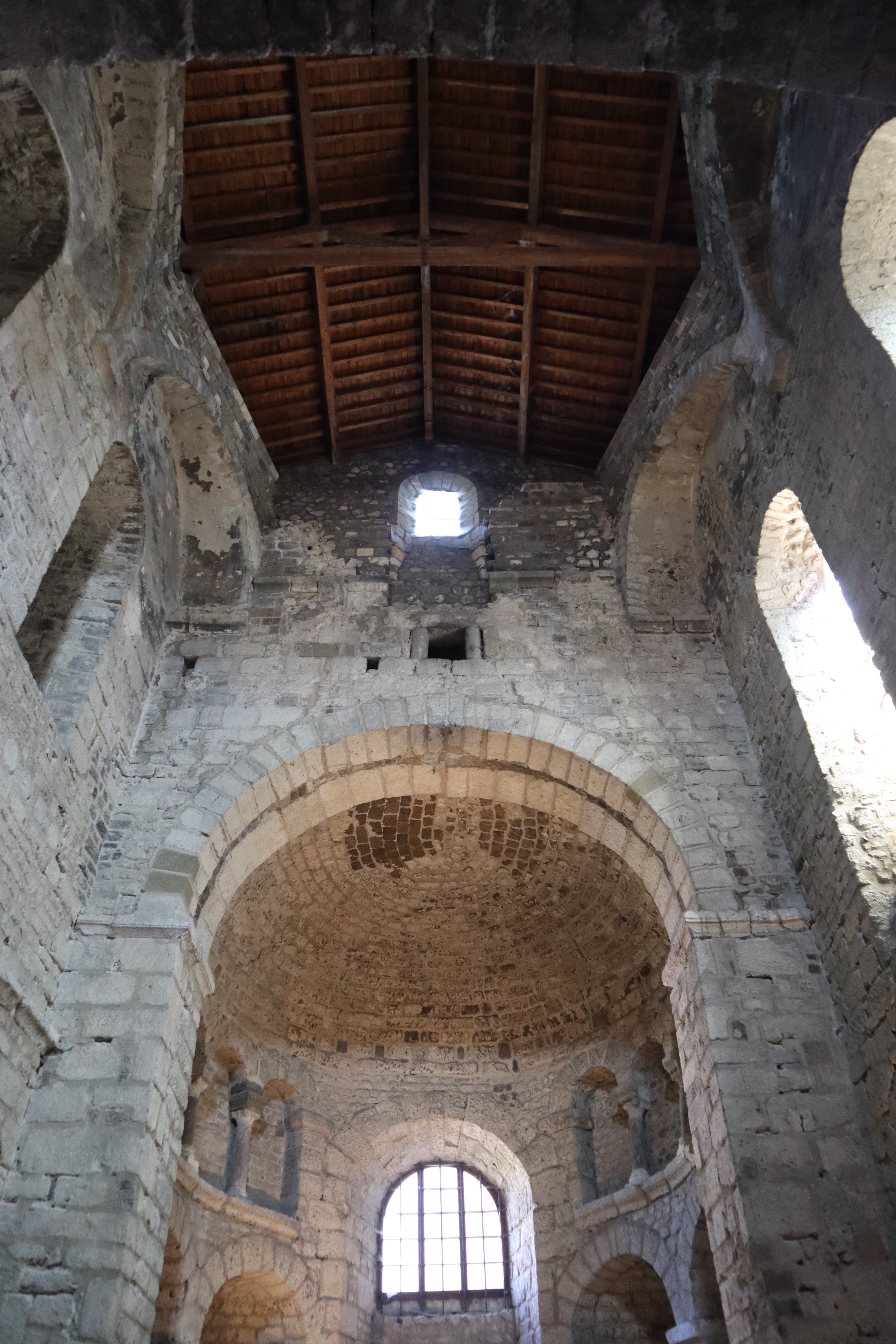
Abside et arc triomphal
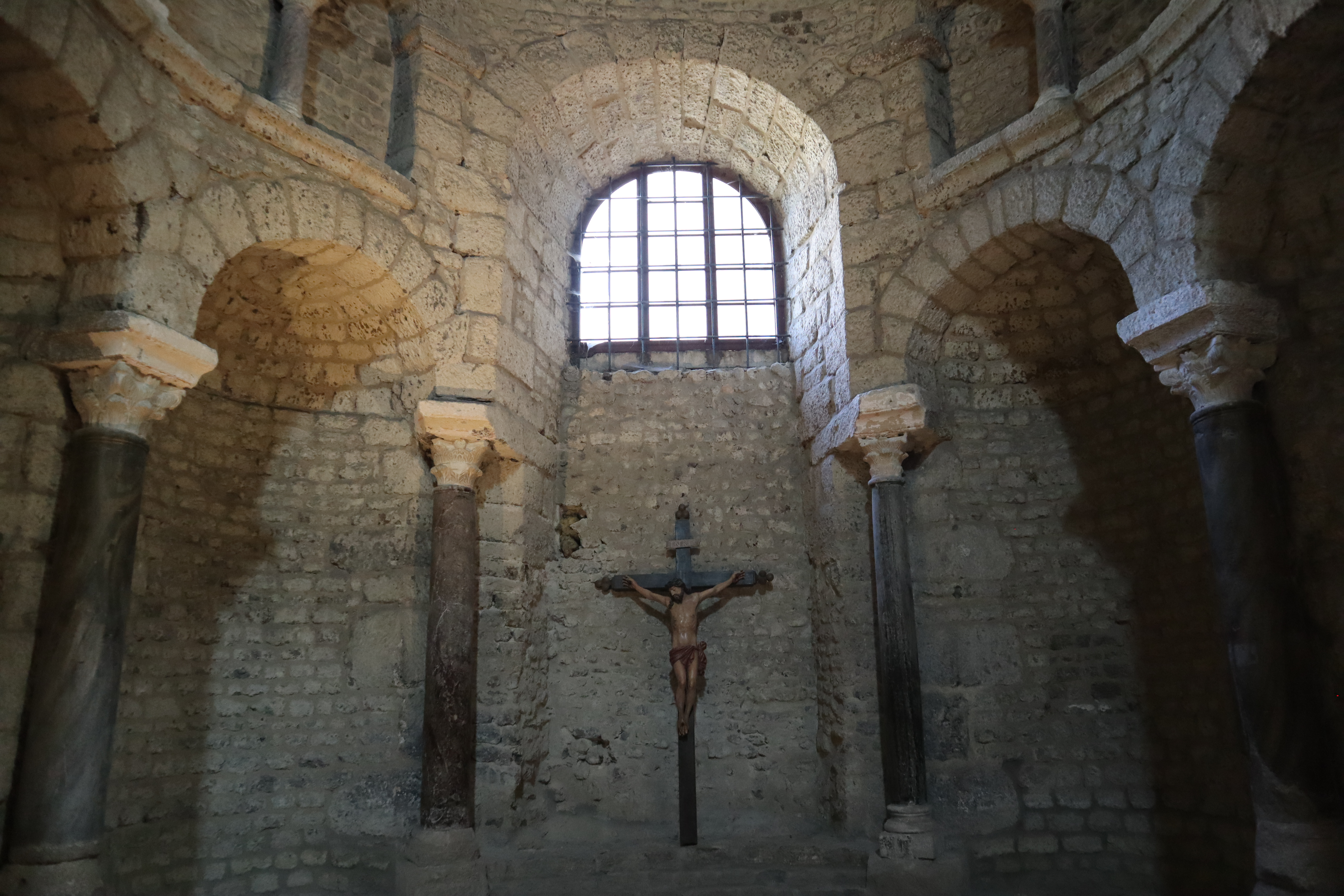
Abside
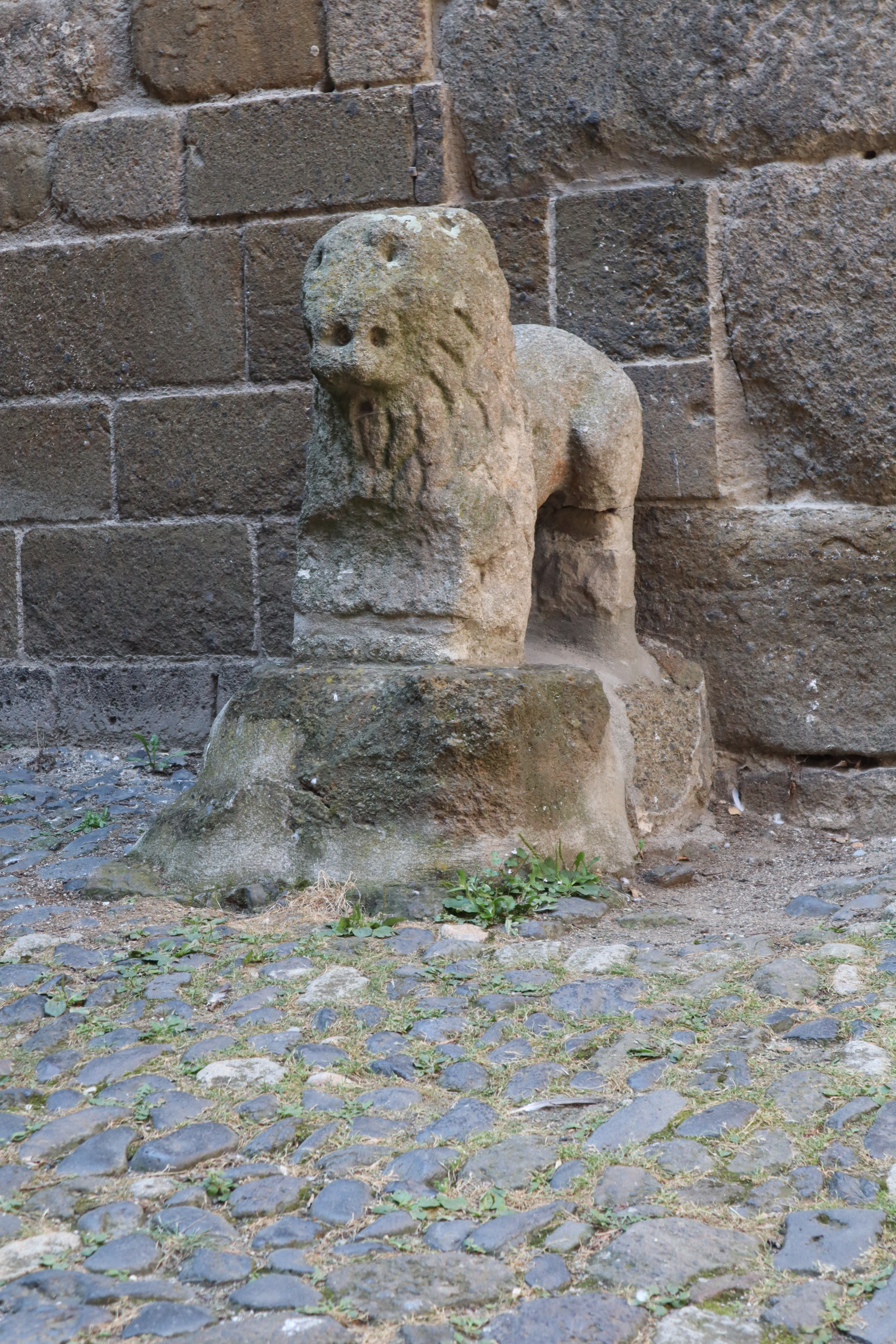
Lion antique